# ديفيد هوفر
ديفيد هوفر (بالإيطالية: David Hofer)‏ هو متزحلق إيطالي، ولد في 21 يونيو 1983 في بولسانو في إيطاليا.

## وصلات خارجية
- ديفيد هوفر على موقع الاتحاد الدولي للتزلج (التزلج الريفي) (الإنجليزية)
- ديفيد هوفر على موقع أوليمبيديا (الإنجليزية)